# ميسانداي
ميسانداي (بالإنجليزية: Missandei)‏، المعروفة أيضًا باسم ميساندي من ناث هي شخصية خيالية في سلسلة روايات الخيال الفنتازيا الملحميّة أغنية الجليد والنار للمؤلف الأمريكي جورج آر. آر مارتن، وفي المسلسل التلفزيوني صراع العروش. ميساندي هي عبدة سابقة تعمل في خدمة دنيرس تارجارين أثناء غزو الأخيرة لإيسوس. تعمل كمترجمة لدنيرس وهي واحدة من أكثر مستشاريها ثقة طوال السلسلة.
تم تمثيل شخصية ميساندي من قبل ناتالي إيمانويل في النسخة التلفزيونية من مسلسل إتش بي أو، حيث تم توسيع دورها بشكل كبير عن دورها في الكتب.